# Archieparquía de Edesa en Osroena de los sirios
La archieparquía titular de Edesa en Osroena de los sirios (en latín: Archieparchia Edessena in Osrhoëne Syrorum) es una archieparquía titular metropolitana de la Iglesia católica conferida a miembros de la Iglesia católica siria. Corresponde a una antigua archieparquía del patriarcado de Antioquía de los sirios católicos cuya sede estaba en la ciudad de Edesa, la actual Sanliurfa en Turquía. De acuerdo al Anuario Pontificio, Edesa fue la sede metropolitana de la provincia de Osroena.

## Historia
Con el comienzo del siglo VI, Edesa participó en la nueva doctrina monofisita (herejía según sus rivales), condenada por el Concilio de Calcedonia en 451, pero que se extendió en Egipto y en el patriarcado de Antioquía. El obispo Pablo, su firme defensor, se vio obligado a exiliarse en 522. Fue en Edesa donde el arzobispo Jacobo Baradeo comenzó el movimiento monofisita en Siria, que continuó la serie episcopal de Edesa después de la expulsión de los bizantinos. Jacobo sucedió a Addai en la sede episcopal de Edesa en 541 por iniciativa del obispo Teodosio I de Alejandría gracias a la emperatriz bizantina Teodora, que apoyó la causa monofisita. En ese año la ciudad estaba bajo el asedio del ejército persa de Cosroes I. Jacobo viajó por Siria, Anatolia, Armenia y Mesopotamia, en vano perseguido por los soldados del Imperio bizantino, ordenando sacerdotes, diáconos y obispos. Los prelados ordenados por él conquistaron la Mesopotamia para el partido monofisita y formaron así la jerarquía de la cual nació la Iglesia ortodoxa siria, nombrada en su honor Iglesia jacobita. Jacobo Baradeo murió en Edesa en 578.
En 609 Edesa fue conquistada por primera vez por los persas de Cosroes II, que deportaron a muchos cristianos jacobitas a Persia e impusieron un obispo nestoriano (única Iglesia reconocida en el Imperio persa). La ciudad más tarde fue retomada por el emperador bizantino Heraclio II (627-628), pero por un corto tiempo. En 639 Edesa cayó en manos de los árabes musulmanes. Con la ventaja de la Iglesia jacobita, Edesa ya no tenía obispos ortodoxos, ni siquiera en el corto período de restauración de Heraclio, que no le impuso ningún obispo de la fe calcedoniana.
En la era de las Cruzadas, en 1098 Edesa se convirtió en un feudo occidental, con el nombre de Condado de Edesa. Se restauró la arquidiócesis pero de rito latino, que duró unos 40 años, hasta que la ciudad cayó en manos islámicas en 1144. La comunidad cristiana logró sobrevivir a todos los eventos político-militares y la ocupación árabe: se informa una cronología de los obispos jacobitas hasta el siglo XIII. La serie episcopal jacobita se reanudó en el siglo XVII.
Durante el siglo XV se produjo la primera unión de los metropolitanos de Edesa con la sede de Roma. El arzobispo 'Abdallah fue elegido por el patriarca Ignacio Behnam IX como su representante ante el Concilio de Florencia y el 30 de septiembre de 1444 emitió una profesión de fe de acuerdo a los dogmas católicos en su nombre y en el del patriarca. Firmó el decreto de unión Multa et admirabilia, pero no surtió efecto debido a que fue rápidamente anulado por sus oponentes en la jerarquía siria ortodoxa. En 1517 Edesa fue capturada por el Imperio otomano.
En el siglo XVII, Timoteo fue consagrado obispo de Amida, pero se convirtió al catolicismo en 1683 y tuvo que abandonar su sede. Más tarde fue a Edesa y el patriarca católico Ignacio Andrés I Akijan lo nombró arzobispo de Edesa. Sin embargo, no parece que haya tenido sucesores en esta sede.
En 1811 el sínodo de la Iglesia católica siria eligió por unanimidad al archieparca de Edesa, Rafael Tamburgi, nativo de Alepo, sede de la cual fue administrador patriarcal durante varios años. Sin embargo, considerándose indigno de este cargo, prefirió renunciar y retirarse a un convento.
Solo a mediados del siglo XIX Edesa se convirtió en una sede católica metropolitana. El arzobispo Abraham, designado por el patriarca ortodoxo, se convirtió al catolicismo y envió en 1854 una profesión de fe al patriarca católico Ignacio Antonio I Samheri, quien lo confirmó en la sede de Edesa. Pero murió poco después.
En 1863 Eustacio Efrén Tekmedgi, obispo sirio ortodoxo de Kharput, se convirtió al catolicismo. El patriarca Samheri lo confirmó en su sede, uniéndola a la de Edesa. Participó en el Concilio Vaticano I y murió en junio de 1888.
Ya en 1887 el patriarca Ignacio Jorge V Chelhot la había dado a Efrén Rahmani como su sucesor. Cuando en 1894 fue transferido a la sede de Alepo, Edesa quedó sin obispo. De hecho, cuando Rahmani mismo fue elegido patriarca católico sirio en 1898, prefirió no enviar un nuevo obispo a Edesa, confiando la sede a vicarios patriarcales.
Como todas las sedes episcopales de esta región, la sede de Edesa-Kharput también desapareció al final de la Primera Guerra Mundial. De las masacres perpetuadas en el Estado turco solo se salvó un sacerdote, Habib Khayat.
El vicariato patriarcal de Mardin fue erigido en 1921 a causa de que por la persecución de los cristianos en el Imperio otomano fue suprimida la archieparquía de Edesa de Osroena y la eparquía de Mardin y su sede unida a la eparquía de Amida. En 1932 el vicariato patriarcal recibió la parte turca de la eparquía de Jazira de los sirios y permaneció de facto como única jurisdicción católica siria en Turquía. La sede del vicario patriarcal fue trasladada desde Mardin a Estambul en 1974 y desde 1991 es el exarcado patriarcal de Turquía.

### Sede titular
Una sede titular católica es una diócesis que ha cesado de tener un territorio definido bajo el gobierno de un obispo y que hoy existe únicamente en su título. Continúa siendo asignada a un obispo, quien no es un obispo diocesano ordinario, pues no tiene ninguna jurisdicción sobre el territorio de la diócesis, sino que es un oficial de la Santa Sede, un obispo auxiliar, o la cabeza de una jurisdicción que es equivalente a una diócesis bajo el derecho canónico.
La eparquía de Edesa en Osroena de los sirios fue restaurada como archieparquía metropolitana titular en 1944, ya que apareció listada en el Anuario Pontificio 1945. Fue conferida por primera vez por la Santa Sede el 15 de octubre de 1944 al obispo auxiliar del patriarcado sirio Raboula Youssef Bakhache.
Existe además la archieparquía titular de Edesa en Osroena de los greco-melquitas y la arquidiócesis titular latina de Edesa en Osroena.

## Cronología de los obispos

### Arzobispos de la sede jacobita
- Jacobo Baradeo † (541-30 de julio de 578 falleció)
- Severo † (578-602/603 falleció)[6]
- Juan † (mencionado en 609)
  - Ahischema † (mencionado en 609) (obispo nestoriano impuesto, pero por poco tiempo, por el rey Cosroes II después de haber reconquistado la ciudad)[7]
- Pablo de Edesa (en el exilio en Egipto circa 609-619 y en Chipre 619-629)
- Isaías † (?-628 exiliado)
- Simeón I † (628?-649/650 falleció en Amida) (según Duval era un obispo ortodoxo, el último de la serie.)[8]
- Ciriaco I † (649/650-664/665 falleció)
- Daniel † (664/665-684)[9]
- Jacobo † (circa 684-688 renunció)
- Habib † (688-708)
- Jacobo † (708-5 de junio de 708 falleció) (por segunda vez)
- Gabriel † (mencionado en 724)
- Constantino † (728/729-754 falleció)
- Timoteo † (754-761 falleció)
- Simeón II † (761 renunció)
- Anastasio † (761 renunció)
- Elías †
- Basilio † (en la época del patriarca Ciriaco)
- Teodosio † (en la época del patriarca Ciriaco)
- Cirilo † (en la época del patriarca Dionicio de Tell-Mahré)
- Elías † (en la época del patriarca Dionicio de Tell-Mahré)
- Constantino † (en la época del patriarca Dionicio de Tell-Mahré)
- Teodosio † (mencionado en 825)
- Ciriaco † (en la época del patriarca Ignacio II)
- Teodosio † (en la época del patriarca Dionicio II)
- Dióscoro † (en la época del patriarca Dionicio II)
- Timoteo † (en la época del patriarca Dionicio II)
- Filoseno † (en la época del patriarca Basilio I)
- Abraham † (en la época del patriarca Juan V)
- Filoseno † (en la época del patriarca Juan VII)
- Atanasio (Josué) † (en la época del patriarca Dionicio IV)
- Hayya † (antes de 1034 ?-después de 1074)
- Atanasio † (en la época del patriarca Basilio II)
- Basilio † (?-después de diciembre de 1101 depuesto)
- Ignacio † (después de diciembre de 1101-?)
  - Benedicto † (diciembre de 1099 consagrado-después de 1104) (arzobispo latino)
  - Hugo † (antes de 1120-23 de diciembre de 1144 asesinado) (arzobispo latino)
- Atanasio † (1130-?)
- Basilio III bar Soumana † (1144?-después de 1166)
- Atanasio † (circa 1169-?)
- Basilio IV † (?-?)

(...)
- 'Abdallah † (en la época del patriarca Ignacio V, entró en comunión católica el 30 de septiembre de 1444)

(...)

### Obispos de la sede residencial católica
- 'Abdallah † (entró en comunión católica el 30 de septiembre de 1444-?)

(...)
- Timoteo † (después de 1683)
- Dominico Viator † (26 de agosto de 1715-?)[10]
  - Rafael Tamburgi † (1811) (archieparca electo)
- Abraham † (1854-? falleció)
- Eustacio Efrén Tekmedgi † (1863-1887 renunció)
- Efrén Rahmani † (2 de octubre de 1887-1 de mayo de 1894 nombrado archieparca de Alepo de los sirios)
  - Sede vacante (1894-1918)

### Obispos de la sede titular
- Raboula Youssef Bakhache † (15 de octubre de 1944-12 de febrero de 1963 falleció)
- Gregorio Efrén Jarjour † (1 de diciembre de 1965-15 de octubre de 1993 falleció)
  - Sede vacante (desde 1993)[11]